# Salomy Jane (film 1923)
Salomy Jane è un film muto del 1923 diretto da George Melford e interpretato da Jacqueline Logan e George Fawcett. La sceneggiatura si basa su Salomy Jane, lavoro teatrale di Paul Armstrong basato a sua volta su Salomy Jane's Kiss, racconto di Bret Harte pubblicato in Stories of Light and Shadow a New York nel 1898.

## Produzione
Il film fu prodotto dalla Famous Players-Lasky Corporation. Venne girato a Boulder Creek, in California.

## Distribuzione
Il copyright del film, richiesto dalla Famous Players-Lasky Corp., fu registrato il 1 agosto 1923 con il numero LP19263.
Distribuito dalla Paramount Pictures, il film - presentato da Jesse L. Lasky - uscì nelle sale cinematografiche statunitensi il 26 agosto 1923.
Non si conoscono copie ancora esistenti della pellicola che viene considerata presumibilmente perduta.

### Remake
Dalle storie di Bret Harte e dal lavoro teatrale di Paul Armstrong, vennero tratti alcuni adattamenti cinematografici:
- nel 1914, Lucius Henderson e William Nigh diressero Salomy Jane con Beatriz Michelena
- nel 1923, George Melford diresse Salomy Jane con Jacqueline Logan
- nel 1932, la Fox produsse, diretto da Raoul Walsh,  Ragazza selvaggia con Joan Bennett e Charles Farrell.